# Aspilota aureliana
Aspilota aureliana är en stekelart som beskrevs av Fischer 1976. Aspilota aureliana ingår i släktet Aspilota och familjen bracksteklar. Inga underarter finns listade.